# محمدخان آراتسیلوف
محمدخان آراتسیلوف (انگلیسی: Magomedkhan Aratsilov؛ زادهٔ ۷ مهٔ ۱۹۵۱) کشتی‌گیر اهل اتحاد جماهیر شوروی سوسیالیستی است.